# قطب‌الدین دوم
قطب‌الدین پسر مَلِک عزالدین، در سال ۷۸۴ ه‍.ق به جای پدر به تخت سیستان نشست. مَلِک قطب‌الدین دوم اوق را نیز فتح کرد.

## ورود امیر تیمور به خراسان
پس از گذشت یک سال از جلوس قطب‌الدین بر تخت پادشاهی، امیر تیمور گورکان به خراسان آمد و خراسان را فتح کرد و به سیستان نماینده ای فرستاد و ملک قطب‌الدین را پرسش نمود و وعده کرد که سال دیگر به سیستان می آئیم و او را به حکومت سیستان به استقلال می‌نشانیم و یک کس از اقوام او با خود به عراق می‌بریم. اکنون یک نفر از اقوام خود نزد ما بفرست. ملک قطب‌الدین ایلچی امیر بزرگ (امیر تیمور) را مورد احترام قرار داده و بازگردانید و شاه شاهان را که از جمیع ملکان به مزید سیرت و صورت ممتاز و خصال پسندیده داشت با تحف و هدایا به خدمت اعلی فرستاد. امیر تیمور، مقدم شاه شاهان را گرامی داشته، نوازش بسیار نمود و به جانب سیستان مرخص نمود و مقرر کرد که سال دیگر و آینده به سیستان خواهم آمد.

## عدم اطاعت ملک قطب‌الدین از امیر تیمور
هنگامی که شاه شاهان به سیستان رسید، امیر تیمور نیز ساز رفتن به سیستان نمود، با لشکری از حیث شمار افزون به سیستان آمد و در سال ۷۸۵ ه‍.ق به در شهر نزول نمود. ملک قطب‌الدین از غایت غرور و تکبر شرط اطاعت به جای نیاورد. تا کار به محاصره کشیده و در ماه رمضان همین سال، سیستان محاصره شد و از طرفین آتش جنگ بالا گرفت. مدت یک ماه سخن از دم شمشیر و پیام به زبان تیر بود. در غره شوال از جنگ و جدال کار به حسن مقال کشید و طرفین به صلح راضی شدند. امیر بزرگ، سید رضی‌الدین ترمذی را به نصیحت ملک بفرستاد و سید شرط نصیحت بجای آورد. ملک اقضی القضات قاضی سابق حرب را به اتفاق سید رضی‌الدین به خدمت امیر فرستاد. چون قاضی از خدمت امیر تیمور به قلعه آمد. روز دیگر اکثر اعیان و اشراف سیستان را نزد امیر بزرگ فرستاد امیر نوازش آن مردم کرده، جمله را بازگردانید و طلب ملک و شاه شاهان نمود.

## اسارت ملک به دست امیر تیمور و حمله به نیمروز
روز دیگر ملک قطب‌الدین و شاه شاهان به خدمت امیر رفتند. امیر، شاه قطب‌الدین را محبوس کرد. چون سیستانیان [این] اوضاع مشاهده کردند چهل هزار مرد نامی با هم عهد کردند که سحری به اردوی امیر تیمور حمله آورند؛ و به هیئت مجموعی بیرون آمده، آن روز جنگی شد که حکایت رستم و افراسیاب و اسفندیار منسوخ شد. بالاخره لشکر ترک به ستوه آمده، امیر تیمور خود سوار شده از اطراف و جوانب لشکر پیاده سیستان را در میان گرفتند. در آن گیر و دار، تیری بر پای امیر تیمور خورد و پایش لنگ شد. از بسیاری لشکر (امیر تیمور)، آن چهل هزار مرد دو دسته شدند و جنگ می‌کردند تا همگی درجه شهادت یافتند و هنوز از آن رزمگاه بر در شهر خرابه سیستان دو تل استخوان آن دو فرقه برهم ریخته‌است. (منظور، سال نگارش احیا الملوک است) روز دیگر مردم سیستان به دفاع از شهر برآمدند. امیر تیمور، شاه شاهان را نزد خود طلبیده حکومت سیستان را به او وعده کرده و به او دستور داد که مردم را از جنگ منع کند. شاه شاهان به کنار خندق قلعه آمد، زبان به نصیحت اهل سیستان گشوده، مواعید امیر را به ایشان شرح و ایشان را از جنگ منع کرد؛ و مردم را فوج فوج بیرون می‌آورد که لشکر جغتای از اطراف و جوانب شهر درآمده آغاز قتل و غارت و اسر کردند. سه روز در آن شهر قیامت آشکارا بود. چندان کشته در کوچه‌های شهر افتاده بود که رفت‌وآمد سواره دشوار بود. ذخایر و دفاین که از زمان ملوک عجم اندوخته بودند به تاراج رفت. لشکر شوم توران، کینه رستم از سیستانیان خواستند. اطفال را بر زمین می‌زدند و اسب بر آن می‌تاختند.

## تبعید و قتل ملک قطب‌الدین
امیر تیمور، امیران و بزرگان را به سمرقند تبعید کرد و ملک قطب‌الدین -که در بند بود- به ارگ سمرقند فرستاد که محبوس باشد و تمامی سیستان را خراب کرد؛ الا مواضع املاک شاه شاهان را که به وجه تیول او مقرر کرد و به نوعی آن صاحب مروت که مکرراً از ملک عزالدین امداد و پیشکشیها و نیکیها دیده بود، با اهل سیستان مکافات به کار برد که به سالها مذکور السنه خواهد شد. تورانیان عنان عزیمت به جانب هرات معطوف گردانیده، محال آباد و مواضع شاه شاهان را به سیورغال (تیول) او داده، اوق را به شاه نصرت بن شاهزاده داد و شاه غیاث‌الدین بن شاه ابوالفتح و شاه جلال‌الدین که همراه امیر تیمور از خراسان آمده بودند، حکومت اسفزار را به ایشان داد و برفت. شاه شاهان در سیستان مردم متفرق را به مواضع خود جمع کرد و شهر [هم] چنان خراب بود. بعد از یکسال پسر شاه غیاث‌الدین، [شاه] ابوالفتح بدون اجازه امیر بزرگ تیمور گورکان از اسفزار به سیستان آمد و مردم متفرق را جمع کرد و بنیاد آبادی نهاد و قصد شاه شاهان کرد. شاه شاهان با حسن کیاست عکس العملی نشان نمی‌داد و کسی را نزد امیر بزرگ فرستاد و اتفاقات را گزارش داد. امیر بزرگ، امیر سیف‌الدین -که از اعیان دولت بود- با سی‌هزار سوار به سیستان فرستاد و شاه ابوالفتح و جلال‌الدین را در سرابان (سراوان؟) به نحوست کشتند و غیاث‌الدین به بم کرمان رفت و از آنجا به هندوستان فرار کرد. دیگر کسی از «شاه محمودیان» که نتایج «رکن‌الدین محمود بن ملک معظم نصیر الحق و الدین» باشد در سیستان و توابع نماند و بعد از سه سال که ملک قطب‌الدین در بند بود امیر تیمور او را کشت. مدت حکومت او سه سال بود و عمرش به سی سال رسیده بود.